# Márquez
Márquez ist ein Familienname.

## Herkunft und Bedeutung
Der Name ist in Spanisch sprechenden Kulturen verbreitet.
Zur Herkunft des Namens gibt es zum einen die Theorie, es sei ein patronymisch gebildeter Familienname, der vom Vornamen Marco abgeleitet wurde, zum anderen wurde postuliert, er sei aus dem Adelsprädikat marqués gebildet worden.

## Namensträger
- Alejandro Márquez (Fußballspieler, 1974) (* 1974), uruguayischer Fußballspieler
- Alejandro Márquez (Fußballspieler, 1991) (Alejandro Samuel Márquez Pérez; * 1991), chilenischer Fußballspieler
- Alejandro Márquez Coloma (* 1995), spanischer Handballspieler
- Alejandro Márquez Oliva (* 1992), kubanischer Fußballspieler
- Álex Márquez (* 1996), spanischer Motorradrennfahrer
- Alex Márquez (Filmeditor), US-amerikanischer Filmeditor
- Alfonso Márquez de la Plata (1933–2014), chilenischer Politiker
- Álvaro Márquez (* 1990), uruguayischer Fußballspieler
- Ana Márquez (* 1986), spanische Pokerspielerin
- Andrés Márquez, uruguayischer Fußballspieler
- Andrés Sáinz Márquez (* 1969), mexikanischer römisch-katholischer Geistlicher, Prälat von Jesús María del Nayar
- Arturo Márquez (* 1950), mexikanischer Komponist
- Arturo Jara Márquez (1880–1939), chilenischer Ordenspriester, Apostolischer Vikar von Magallanes-Islas Malvinas
- Bartolomé Blanco Márquez (1914–1936), spanischer Märtyrer
- Carlos Márquez Rodríguez (1791–1878), spanischer Politiker
- Crispin Ojeda Márquez (* 1952), mexikanischer Geistlicher, Bischof von Tehuantepec
- Dayron Márquez (* 1983), kolumbianischer Speerwerfer
- Edith Márquez (* 1973), mexikanische Sängerin und Schauspielerin
- Eduardo Ray Marquez (* 1976), nicaraguanischer Boxer
- Emilio Marquez (Bischof) (* 1941), philippinischer Geistlicher, emeritierter Bischof von Lucena
- Emilio Marquez (Musiker) (* 1974), US-amerikanischer Musiker
- Emilio Márquez Villarroel (1827–1888), spanischer Maschinenbauingenieur, Mathematiker und Hochschullehrer
- Enorbel Márquez-Ramirez (* 1974), deutscher Baseballspieler
- Evaristo Márquez (1939–2013), kolumbianischer Hirte und Schauspieler
- Favio Márquez (* 1974), argentinischer Fußballspieler
- Fernando Márquez Chinchilla (El Zurdo; * 1957), spanischer Sänger, Komponist und Schriftsteller
- Fernando Márquez de la Plata (1740–1818), spanischer Kolonialbeamter
- Fernando Escamilla Márquez (1939–2007), mexikanischer Diplomat
- Fernando Andrés Márquez (* 1987), argentinischer Fußballspieler
- Francia Márquez (* 1981), kolumbianische Umweltschützerin und Bürgerrechtlerin
- Frank Chamizo Marquez (* 1992), italienischer Ringer kubanischer Herkunft, siehe Frank Chamizo
- Gabriel García Márquez (1927–2014), kolumbianischer Schriftsteller
- Germa Marquez (* 1966), spanische Malerin
- Gustavo Márquez (1989–2018), venezolanischer Bassist
- Hernan Marquez (* 1988), mexikanischer Boxer
- Horacio Sánchez Márquez (* 1953), mexikanischer Fußballtorhüter
- Iván Márquez (Guerillakämpfer) (eigentlich Luciano Marín Arango; * 1955), kolumbianischer Guerillakämpfer
- Iván Márquez (Volleyballspieler) (Iván Ilitch Márquez Sánchez; * 1981), venezolanischer Volleyballspieler
- Iván Márquez (Fußballspieler) (Iván Márquez Álvarez; * 1994), spanischer Fußballspieler
- Javi Márquez (* 1986), spanischer Fußballspieler
- José Marquez (Radsportler) (1910–1991), portugiesischer Radsportler
- José Gutierrez Marquez (* 1958), argentinischer Architekt
- José María Márquez Bernal (1915–1995), spanischer Geistlicher, Prälat von Humahuaca
- José María Márquez Coloma (Chema Márquez; * 1996), spanischer Handballspieler
- José María Antonio de la Cruz Márquez (1802–1832), honduranischer Politiker, Staatschef 1831 bis 1832
- Juan Manuel Márquez (* 1973), mexikanischer Boxer
- Laureano Márquez (* 1963), venezolanischer Humorist and Politikwissenschaftler
- Leonardo Márquez (1820–1913), mexikanischer Diplomat
- Luis Alfonso Márquez Molina (* 1936), venezolanischer Priester, Weihbischof in Mérida
- Luz Márquez (* 1935), spanische Schauspielerin
- Magnet Márquez, peruanische Politikerin
- Manuel Márquez Sterling (1872–1934), kubanischer Journalist, Schriftsteller und Politiker
- Manolo Márquez (Manuel Márquez Roca, * 1968), spanischer Fußballspieler und -trainer
- Marc Márquez (* 1993), spanischer Motorradrennfahrer
- Mário Marquez (* 1952), brasilianischer Priester, Bischof von Joaçaba
- Miguel Márquez (Fußballspieler, 1911) (1911–1996), spanischer Fußballspieler
- Miguel Márquez (Fußballspieler) (* 1987), uruguayischer Fußballspieler
- Myriam Márquez (* um 1955), US-amerikanische Journalistin
- Octaviano Márquez y Tóriz (1904–1975), mexikanischer Geistlicher, Erzbischof von Puebla de los Ángeles
- Rafael Márquez (Boxer) (* 1975), mexikanischer Boxer
- Rafael Márquez (* 1979), mexikanischer Fußballspieler
- Rafael Márquez Lugo (* 1981), mexikanischer Fußballspieler
- Ramona Marquez (* 2001), britische Schauspielerin
- Raúl Márquez (* 1971), US-amerikanischer Boxer
- Ricardo Márquez Ramos (* 1956), mexikanischer Fußballspieler
- Ricardo Luis Márquez González (* 1997), kolumbianischer Fußballspieler
- Rocío Márquez (* 1985), spanische Flamencosängerin
- Salvador Márquez (* 1950), mexikanischer Fußballspieler
- Tintín Márquez (Bartolomé Márquez López: * 1962), spanischer Fußballspieler und -trainer
- Tomás Enrique Márquez Gómez (1915–2004), venezolanischer Geistlicher, katholischer Bischof
- Vanessa Marquez (1968–2018), US-amerikanische Schauspielerin
- Wynwyn Marquez (* 1992), philippinische Schauspielerin